# Sugar (Brockhampton)
Sugar è un singolo del gruppo musicale statunitense Brockhampton, pubblicato il 19 novembre 2019 come quinto estratto dal quinto album in studio Ginger.

## Descrizione
Seconda traccia del disco, Sugar, descritta come una canzone R&B e diventata virale su TikTok, è stata scritta da Chuks Chiejine, Ciarán McDonald, Dominique Simpson, Ian Simpson, Matthew Champion, Ryan Beatty, Jabari Manwarring e Romil Hemnani, ed è stata prodotta da questi ultimi due.

## Promozione
I Brockhampton hanno eseguito il brano per la prima volta in televisione all'Ellen Show il 6 settembre 2019 e al Tonight Show di Jimmy Fallon il 25 ottobre successivo.

## Video musicale
Sono stati realizzati due video musicali diversi per Sugar: il primo è uscito il 10 dicembre 2019, e il secondo, diretto da Kevin Abstract è stato presentato il 17 febbraio 2020.

## Tracce
Download digitale – Remix
1. Sugar (Remix) (feat. Dua Lipa) – 3:42

## Formazione
- Ryan Beatty – voce
- Dom McLennon – voce
- Matt Champion – voce
- Bearface – voce
- Kevin Abstract – voce
- Chuks Chiejine – chitarra, co-produzione
- Jabari Manwa – produzione, registrazione
- Romil Hemnani – produzione, registrazione
- Vlado Meller – mastering
- Tom Elmhirst – missaggio

## Classifiche

### Classifiche settimanali
| Classifica (2019-20) | Posizione massima |
| -------------------- | ----------------- |
| Australia            | 19                |
| Belgio (Fiandre)     | 59                |
| Canada               | 21                |
| Grecia               | 50                |
| Irlanda              | 36                |
| Lettonia             | 34                |
| Lituania             | 30                |
| Nuova Zelanda        | 12                |
| Portogallo           | 71                |
| Regno Unito          | 58                |
| Slovacchia           | 63                |
| Stati Uniti          | 66                |
| Svezia               | 98                |

### Classifiche di fine anno
| Classifica (2020) | Posizione |
| ----------------- | --------- |
| Australia         | 60        |
| Canada            | 69        |
| Nuova Zelanda     | 41        |
| Portogallo        | 190       |